# Consiglio dell'Unione europea

Il logo del Consiglio europeo e del Consiglio UE fino al 2014

Il Consiglio dell'Unione europea (denominato in questo modo dal trattato di Lisbona del 2007), noto anche come Consiglio dei ministri europei, in precedenza come Consiglio speciale dei ministri, detiene - insieme al Parlamento europeo - il potere legislativo nell'Unione europea.
In Consiglio sono rappresentati i governi dei 27 Stati membri dell'UE; esso è stato descritto da alcune fonti come una camera alta dell'organo legislativo dell'Unione, sebbene non sia questa la dicitura presente nei trattati. Ha sede principale a Bruxelles nel Palazzo Europa dal 2017 e sede secondaria nel Palazzo Justus Lipsius. Non è da confondere con il Consiglio d'Europa, che è un'organizzazione internazionale del tutto indipendente dall'Unione europea.
Va tenuto inoltre distinto (benché strettamente collegato) dal Consiglio europeo, un organo dell'Unione europea senza potere normativo ma titolare dell'indirizzo politico (assegnato a tempo pieno e con durata prolungata al suo presidente, attualmente António Costa) e composto dalle massime cariche dell'esecutivo dei Paesi dell'Unione europea (i capi di Stato o di governo).

## Descrizione

### Composizione
Il Consiglio è composto, ai sensi dell'art. 16 del Trattato sull'Unione europea, da un rappresentante di ciascuno Stato membro a livello ministeriale che possa impegnare il governo dello Stato membro, scelto in funzione della materia oggetto di trattazione. Tale ampia formulazione consente una maggiore flessibilità, e dunque una maggiore discrezionalità da parte degli Stati, rispetto alla previsione della necessaria partecipazione di un ministro: ordinamenti federali come quello tedesco, infatti, nelle materie di competenza dei singoli Länder, non hanno un unico ministro, ma un ministro per ogni Land, e la previsione della partecipazione di un "ministro" creerebbe difficoltà di individuazione.
Esso si riunisce in varie formazioni: a seconda della questione all'ordine del giorno, infatti, e ciascuno Stato membro sarà rappresentato da un'autorità a livello ministeriale responsabile di quell'argomento (affari esteri, affari sociali, trasporti, agricoltura, ecc.) ed ai rappresentanti degli Stati si aggiunge il commissario europeo responsabile del tema in esame.
La presidenza del Consiglio dell'Unione europea è assunta a rotazione da uno Stato membro ogni sei mesi.
Le formazioni in cui si riunisce il Consiglio sono dieci, il trattato sul funzionamento dell’Unione Europea ne individua espressamente solo due. Ai sensi dell’art. 236 TFUE “il Consiglio europeo adotta a maggioranza qualificata… una decisione che stabilisce l'elenco delle formazioni del Consiglio…”. Conformandosi a quanto previsto in tale disposizione il Consiglio europeo ha adottato la decisione UE 2009/878 del 1 dicembre 2009 poi modificata dalla decisione UE 2010/594.
In base a quest'ultima decisione le formazioni in cui si riunisce il Consiglio sono le seguenti:
- Consiglio Affari generali
- Consiglio Affari esteri (presieduto dall'Alto rappresentante dell'Unione per gli affari esteri e la politica di sicurezza)
- Affari economici e finanziari (Consiglio Ecofin)
- Consiglio Agricoltura e Pesca
- Consiglio Giustizia e Affari interni
- Occupazione, politica sociale, salute e consumatori
- Consiglio Competitività
- Trasporti, telecomunicazioni ed energia
- Consiglio Ambiente
- Consiglio istruzione, gioventù, cultura e sport

### Poteri e compiti
Il Consiglio, congiuntamente al Parlamento europeo, esercita la funzione legislativa e la funzione di bilancio; coordina le politiche economiche generali degli Stati membri; definisce e implementa la politica estera e di sicurezza comune; conclude, a nome dell'Unione, accordi internazionali tra l'Unione e uno o più Stati o organizzazioni internazionali; coordina le azioni degli Stati membri e adotta misure nel settore della cooperazione di polizia e giudiziaria in materia penale.

### Presidenza
La Presidenza del Consiglio spetta a ciascuno Stato membro per la durata di un semestre, secondo un sistema a rotazione semestrale stabilito da una deliberazione a maggioranza qualificata del Consiglio europeo (vd art. 16 par. 9 TUE e art. 236 TFUE)

### Funzionamento

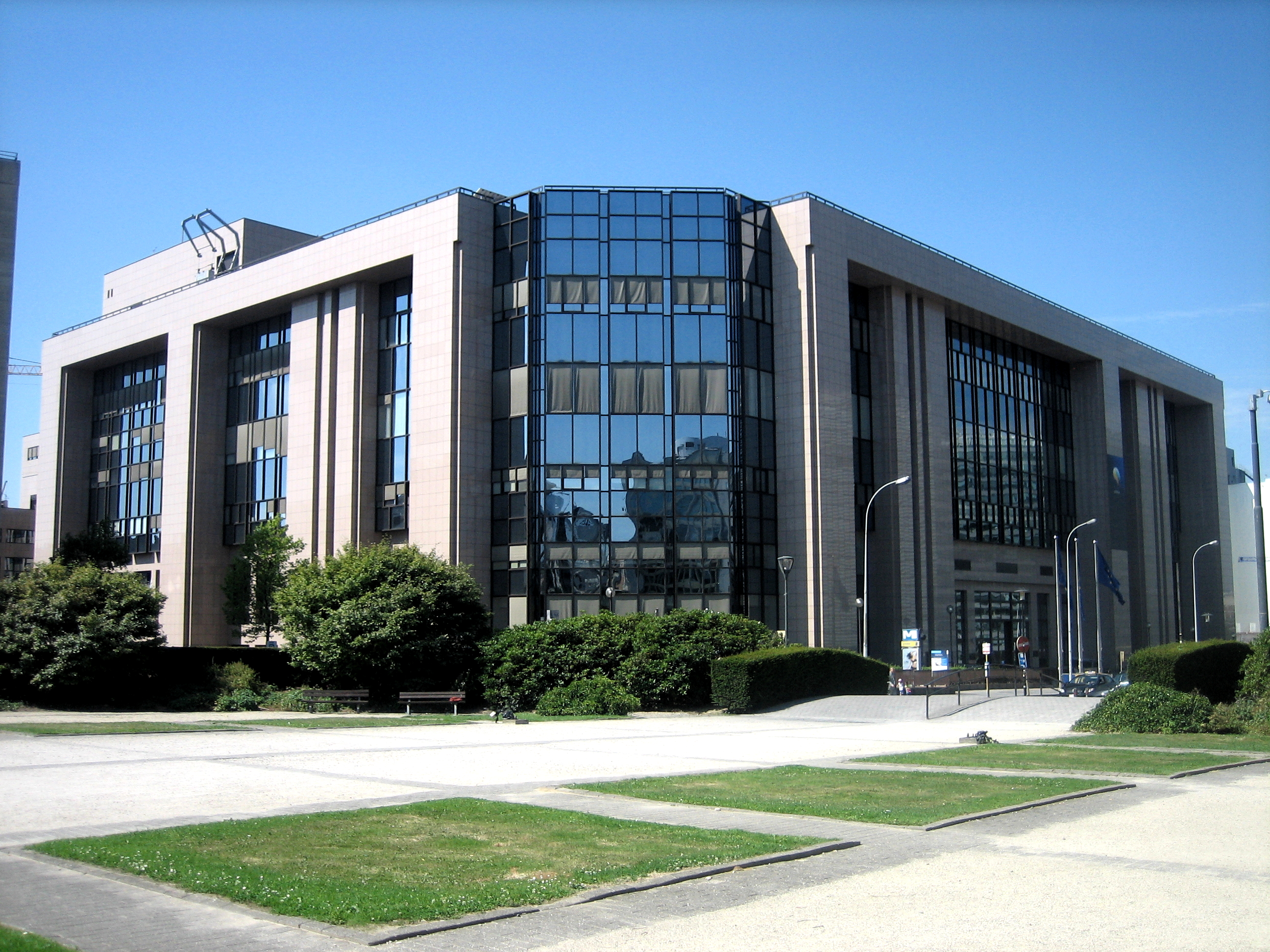
Palazzo Justus Lipsius

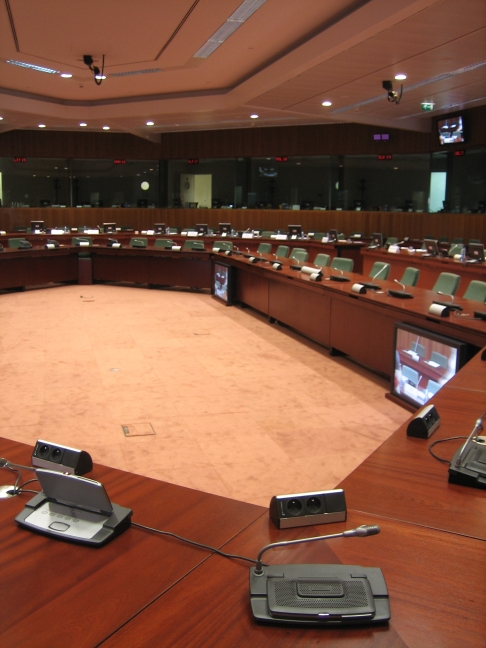
La sala del consiglio all'interno del palazzo Justus Lipsius

Il Consiglio Affari generali assicura la coerenza dei lavori delle varie formazioni del Consiglio: prepara infatti le riunioni e ne assicura il seguito.
Il comitato dei rappresentanti permanenti (COREPER) dei governi degli Stati membri è responsabile della preparazione dei lavori del Consiglio. È all'interno delle riunioni del COREPER che si svolgono gran parte delle discussioni e dei negoziati tra gli Stati membri.
Gli atti del Consiglio possono assumere la forma di regolamenti, direttive, decisioni, azioni comuni o posizioni comuni, raccomandazioni oppure pareri. Il Consiglio può inoltre adottare conclusioni, dichiarazioni e risoluzioni. Le deliberazioni vengono adottate a maggioranza semplice, qualificata o all'unanimità, in base all'ambito di pertinenza.
Per la determinazione della maggioranza qualificata, fu introdotto con il Trattato di Nizza il sistema del "voto ponderato", che attribuiva a ciascun Stato membro un determinato numero di voti (rapportato alla popolazione, con delle correzioni che riequilibravano la rappresentatività degli Stati meno popolati). Si riteneva raggiunta la maggioranza qualificata qualora:
- si fosse raggiunta la maggioranza semplice dei membri del Consiglio (oppure dei 2/3, qualora la proposta da adottare non provenisse dalla Commissione);
- si fosse raggiunta la maggioranza di 255 voti ponderati su 345 (poi diventati 260 su 352, in seguito all'ingresso della Croazia nell'UE).

Ogni Paese membro avrebbe inoltre potuto chiedere l'applicazione di un'ulteriore condizione, per assicurare che la maggioranza dei votanti rappresentasse almeno il 62% della popolazione totale dell'Unione europea.
In seguito all'approvazione del trattato di Lisbona (2007), fu prevista l'adozione a partire dal 31 ottobre 2014 del sistema della "doppia maggioranza", in base al quale una decisione a maggioranza qualificata deve avere il supporto:
- in caso di proposta di un atto presentato dalla Commissione o dall'Alto rappresentante, del 55% degli Stati membri (al 2018, 15 Stati su 28) che rappresentino il 65% della popolazione europea;
- in tutti gli altri casi, del 72% degli Stati membri (al 2018, 20 Stati su 28) che rappresentino il 65% della popolazione europea.[5]

Fu tuttavia previsto un periodo transitorio, conclusosi il 31 marzo 2017, durante il quale ogni Stato avrebbe potuto richiedere l'applicazione del vecchio metodo di ponderazione dei voti per l'approvazione di una delibera.
| Stati membri          | Nizza | Nizza | Lisbona | Lisbona |
| Stati membri          | Voti  | %     | pop.    | %       |
| --------------------- | ----- | ----- | ------- | ------- |
| Germania              | 29    | 8,98% | 82,438  | 18,47%  |
| Francia               | 29    | 8,98% | 67,025  | 15,02%  |
| Italia                | 29    | 8,98% | 61,219  | 13,72%  |
| Spagna                | 27    | 8,36% | 46,529  | 10,42%  |
| Polonia               | 27    | 8,36% | 37,973  | 8,51%   |
| Romania               | 14    | 4,33% | 19,638  | 4,40%   |
| Paesi Bassi           | 13    | 4,02% | 17,221  | 3,86%   |
| Belgio                | 12    | 3,72% | 11,366  | 2,55%   |
| Grecia                | 12    | 3,72% | 10,757  | 2,41%   |
| Rep. Ceca             | 12    | 3,72% | 10,466  | 2,34%   |
| Portogallo            | 12    | 3,72% | 10,310  | 2,31%   |
| Svezia                | 10    | 3,10% | 10,080  | 2,26%   |
| Ungheria              | 12    | 3,72% | 9,798   | 2,20%   |
| Austria               | 10    | 3,10% | 8,752   | 1,96%   |
| Bulgaria              | 10    | 3,10% | 7,102   | 1,59%   |
| Danimarca             | 7     | 2,17% | 5,744   | 1,29%   |
| Finlandia             | 7     | 2,17% | 5,499   | 1,23%   |
| Slovacchia            | 7     | 2,17% | 5,435   | 1,22%   |
| Irlanda               | 7     | 2,17% | 4,775   | 1,07%   |
| Croazia               | 7     | 2,17% | 4,154   | 0,93%   |
| Lituania              | 7     | 2,17% | 2,848   | 0,64%   |
| Slovenia              | 4     | 1,24% | 2,065   | 0,46%   |
| Lettonia              | 4     | 1,24% | 1,950   | 0,44%   |
| Estonia               | 4     | 1,24% | 1,315   | 0,29%   |
| Cipro                 | 4     | 1,24% | 0,855   | 0,19%   |
| Lussemburgo           | 4     | 1,24% | 0,589   | 0,13%   |
| Malta                 | 3     | 0,93% | 0,440   | 0,10%   |
| Totale                | 323   | 100%  | 446,343 | 100%    |
| Maggioranza richiesta | 239   | 74%   | 290,123 | 65%     |

Note
1. ↑  Abbandonato a partire dal 31 ottobre 2014. Poteva tuttavia essere utilizzato, su richiesta di uno Stato membro, fino al 31 marzo 2017.
2. ↑  Usato nel calcolo della maggioranza qualificata nei casi in cui questa modalità di voto si applica al Consiglio europeo. La divisione della popolazione totale si basa sulla decisione del Consiglio dell'Unione europea sulla popolazione degli Stati membri del 2016 (percentuali aggiornate al 2018).